# Verrucella furcata
Verrucella furcata är en korallart som först beskrevs av Jean-Baptiste Lamarck 1816.  Verrucella furcata ingår i släktet Verrucella och familjen Ellisellidae. Inga underarter finns listade i Catalogue of Life.